# Мерей (Алматинская область)
Мерей (каз. Мерей, до 2007 г. — 50 лет Казахской ССР) — село Умтылского сельского округа в Карасайском районе Алматинской области Казахстана. Входит в состав Умтылского сельского округа. Код КАТО — 195255500.
Село расположено на берегу пруда. В селе имеется средняя общеобразовательная школа имени Макаренко. Имееться дом культуры,церковь, мечеть.
В 1985 году в сквере около дома культуры установлен памятник участникам Великой Отечественной войны. 

## История
Поселок был основан в 1967 году, как населенный пункт для работников вновь образованного предприятия КЗОСП (Казахская зональная опытная станция по птицеводству). Как во времена СССР так и в настоящее время является своего рода кластером по птицеводству. В окрестностях поселка имеется 4 птицефабрики. Так же имеется исследовательский институт министерства сельского хозяйства.

## Население
В 1999 году население села составляло 1573 человека (758 мужчин и 815 женщин). По данным переписи 2009 года, в селе проживало 1540 человек (729 мужчин и 811 женщин).